# باشگاه فوتبال نفتچی باکو
باشگاه فوتبال نفتچی باکو (به ترکی آذربایجانی: Neftçi Futbol Klubu) از باشگاه‌های قدیمی، پرطرفدار و پرافتخار فوتبال آذربایجانی است که در سال ۱۹۳۷ در شهر باکو تأسیس شده‌است و هم‌اکنون در لیگ برتر فوتبال جمهوری آذربایجان بازی می‌کند. دو ورزشگاه باک سل آرنا و ورزشگاه توفیق بهراموف محل انجام بازی‌های خانگی این تیم می‌باشد. باشگاه فوتبال نفتچی باکو سابقه ۸ عنوان قهرمانی به سال‌های ۱۹۹۲، ۹۶–۱۹۹۵، ۹۷–۱۹۹۶، ۰۴–۲۰۰۳، ۰۵–۲۰۰۴، ۱۱–۲۰۱۰، ۱۲–۲۰۱۱ و ۱۳–۲۰۱۲ در لیگ برتر فوتبال جمهوری آذربایجان، ۴ عنوان قهرمانی به سال‌های ۹۵–۱۹۹۴، ۹۶–۱۹۹۵، ۹۹–۱۹۹۸ و ۰۴–۲۰۰۳ در جام حذفی فوتبال جمهوری آذربایجان و ۲ عنوان قهرمانی سوپرجام فوتبال جمهوری آذربایجان به سال‌های ۱۹۹۳ و ۱۹۹۵ را در کارنامه افتخارات خود دارد. پرونده این تیم در اروپا نیز به نسبت سایر تیم‌های جمهوری آذربایجان بهتر بوده، که توانسته به مرحیه گروهی مسابقات جام یوفا و بعدتر لیگ اروپا صعود کند.